# Liste der Gemeinden im Landkreis Main-Spessart

Karte des Landkreises Main-Spessart

Die Liste der Gemeinden im Landkreis Main-Spessart gibt einen Überblick über die Verwaltungseinheiten des Landkreises. Es gibt 40 politische Gemeinden, von denen 9 eine eigene Verwaltung haben, und 7 Verwaltungsgemeinschaften.

## Legende
- Verwaltungseinheit: Name der Gemeinde und Angabe der Gemeindeart: Gemeinde (–), Markt (M), Stadt (St), Große Kreisstadt (GKSt) oder Name der Verwaltungsgemeinschaft. Einheitsgemeinden wie auch Verwaltungsgemeinschaften sind fett gedruckt
- Wappen: Wappen der Gemeinde
- GT: Gemeindeteile der Gemeinde. Der Wiki-Link ist mit der Gemeindegliederung der jeweiligen Gemeinde verknüpft.
- VG: Zeigt ggf. an, ob eine Gemeinde zu einer Verwaltungsgemeinschaft gehört
- Karte: Zeigt die Lage der Gemeinde im Landkreis
- Fläche: Fläche der Stadt beziehungsweise Gemeinde, angegeben in Quadratkilometer
- Einwohner: Zahl der Menschen, die in der Gemeinde beziehungsweise Stadt leben (Stand: 31. Dezember 2023[1])
- EW-Dichte: Angegeben ist die Einwohnerdichte, gerechnet auf die Fläche der Verwaltungseinheit, angegeben in Einwohner pro km2 (Stand: 31. Dezember 2023[2])
- Statistik: Link zur kommunalen Statistik des Bayerischen Landesamts für Statistik
- Website: Website der Gemeinde bzw. der Verwaltungsgemeinschaft

## Gemeinden
| Verwaltungseinheit            | Wappen                                            | GT | VG               | Karte                                                                        | Fläche in km²   | Einwohner      | Einwohner je km² | Statistik | Website |
| ----------------------------- | ------------------------------------------------- | -- | ---------------- | ---------------------------------------------------------------------------- | --------------- | -------------- | ---------------- | --------- | ------- |
| Landkreis Main-Spessart       | Wappen des Landkreises Main-Spessart              |    |                  | Der Landkreis Main-Spessart                                                  | 1321,42         | 127642         | 97               | [ 3 ]     | [ 4 ]   |
| Burgsinn, VG                  |                                                   |    | Burgsinn         | Lage der Verwaltungsgemeinschaft Burgsinn im Landkreis Main-Spessart         | 123,76 (9.4 %)  | 5929 (4.6 %)   | 48               |           | [ 5 ]   |
| Gemünden am Main, VG          |                                                   |    | Gemünden am Main | Lage der Verwaltungsgemeinschaft Gemünden am Main im Landkreis Main-Spessart | 86,97 (6.6 %)   | 4136 (3.2 %)   | 48               |           | [ 6 ]   |
| Kreuzwertheim, VG             |                                                   |    | Kreuzwertheim    | Lage der Verwaltungsgemeinschaft Kreuzwertheim im Landkreis Main-Spessart    | 42,65 (3.2 %)   | 6256 (4.9 %)   | 147              |           | [ 7 ]   |
| Lohr am Main, VG              |                                                   |    | Lohr am Main     | Lage der Verwaltungsgemeinschaft Lohr am Main im Landkreis Main-Spessart     | 70,42 (5.3 %)   | 5232 (4.1 %)   | 74               |           | [ 8 ]   |
| Marktheidenfeld, VG           |                                                   |    | Marktheidenfeld  | Lage der Verwaltungsgemeinschaft Marktheidenfeld im Landkreis Main-Spessart  | 178,93 (13.5 %) | 15312 (12 %)   | 86               |           | [ 9 ]   |
| Partenstein, VG               |                                                   |    | Partenstein      | Lage der Verwaltungsgemeinschaft Partenstein im Landkreis Main-Spessart      | 25,67 (1.9 %)   | 5098 (4 %)     | 199              |           | [ 10 ]  |
| Zellingen, VG                 |                                                   |    | Zellingen        | Lage der Verwaltungsgemeinschaft Zellingen im Landkreis Main-Spessart        | 86,55 (6.5 %)   | 11156 (8.7 %)  | 129              |           | [ 11 ]  |
| Arnstein, St                  | Wappen der Gemeinde Arnstein                      | 20 |                  | Lage der Gemeinde Arnstein im Landkreis Main-Spessart                        | 112,11 (8.5 %)  | 8272 (6.5 %)   | 74               | [ 12 ]    | [ 13 ]  |
| Aura im Sinngrund             | Wappen der Gemeinde Aura im Sinngrund             | 3  | Burgsinn         | Lage der Gemeinde Aura im Sinngrund im Landkreis Main-Spessart               | 12,07 (0.9 %)   | 947 (0.7 %)    | 78               | [ 14 ]    | [ 15 ]  |
| Birkenfeld                    | Wappen der Gemeinde Birkenfeld                    | 3  | Marktheidenfeld  | Lage der Gemeinde Birkenfeld im Landkreis Main-Spessart                      | 29,15 (2.2 %)   | 2207 (1.7 %)   | 76               | [ 16 ]    | [ 17 ]  |
| Bischbrunn                    | Wappen der Gemeinde Bischbrunn                    | 8  | Marktheidenfeld  | Lage der Gemeinde Bischbrunn im Landkreis Main-Spessart                      | 36,95 (2.8 %)   | 1834 (1.4 %)   | 50               | [ 18 ]    | [ 19 ]  |
| Burgsinn, M                   | Wappen der Gemeinde Burgsinn                      | 2  | Burgsinn         | Lage der Gemeinde Burgsinn im Landkreis Main-Spessart                        | 51,36 (3.9 %)   | 2333 (1.8 %)   | 45               | [ 20 ]    | [ 21 ]  |
| Erlenbach bei Marktheidenfeld | Wappen der Gemeinde Erlenbach bei Marktheidenfeld | 4  | Marktheidenfeld  | Lage der Gemeinde Erlenbach bei Marktheidenfeld im Landkreis Main-Spessart   | 15,31 (1.2 %)   | 2465 (1.9 %)   | 161              | [ 22 ]    | [ 23 ]  |
| Esselbach                     | Wappen der Gemeinde Esselbach                     | 10 | Marktheidenfeld  | Lage der Gemeinde Esselbach im Landkreis Main-Spessart                       | 11,93 (0.9 %)   | 2125 (1.7 %)   | 178              | [ 24 ]    | [ 25 ]  |
| Eußenheim                     | Wappen der Gemeinde Eußenheim                     | 7  |                  | Lage der Gemeinde Eußenheim im Landkreis Main-Spessart                       | 56,81 (4.3 %)   | 3098 (2.4 %)   | 55               | [ 26 ]    | [ 27 ]  |
| Fellen                        | Wappen der Gemeinde Fellen                        | 4  | Burgsinn         | Lage der Gemeinde Fellen im Landkreis Main-Spessart                          | 34,35 (2.6 %)   | 855 (0.7 %)    | 25               | [ 28 ]    | [ 29 ]  |
| Frammersbach, M               | Wappen der Gemeinde Frammersbach                  | 2  |                  | Lage der Gemeinde Frammersbach im Landkreis Main-Spessart                    | 19,20 (1.5 %)   | 4602 (3.6 %)   | 240              | [ 30 ]    | [ 31 ]  |
| Gemünden am Main, St          | Wappen der Gemeinde Gemünden am Main              | 16 |                  | Lage der Gemeinde Gemünden am Main im Landkreis Main-Spessart                | 75,10 (5.7 %)   | 10012 (7.8 %)  | 133              | [ 32 ]    | [ 33 ]  |
| Gössenheim                    | Wappen der Gemeinde Gössenheim                    | 2  | Gemünden am Main | Lage der Gemeinde Gössenheim im Landkreis Main-Spessart                      | 11,50 (0.9 %)   | 1089 (0.9 %)   | 95               | [ 34 ]    | [ 35 ]  |
| Gräfendorf                    | Wappen der Gemeinde Gräfendorf                    | 8  | Gemünden am Main | Lage der Gemeinde Gräfendorf im Landkreis Main-Spessart                      | 45,31 (3.4 %)   | 1317 (1 %)     | 29               | [ 36 ]    | [ 37 ]  |
| Hafenlohr                     | Wappen der Gemeinde Hafenlohr                     | 8  | Marktheidenfeld  | Lage der Gemeinde Hafenlohr im Landkreis Main-Spessart                       | 11,33 (0.9 %)   | 1769 (1.4 %)   | 156              | [ 38 ]    | [ 39 ]  |
| Hasloch                       | Wappen der Gemeinde Hasloch                       | 4  | Kreuzwertheim    | Lage der Gemeinde Hasloch im Landkreis Main-Spessart                         | 10,38 (0.8 %)   | 1431 (1.1 %)   | 138              | [ 40 ]    | [ 41 ]  |
| Himmelstadt                   | Wappen der Gemeinde Himmelstadt                   | 1  | Zellingen        | Lage der Gemeinde Himmelstadt im Landkreis Main-Spessart                     | 13,42 (1 %)     | 1560 (1.2 %)   | 116              | [ 42 ]    | [ 43 ]  |
| Karbach, M                    | Wappen der Gemeinde Karbach                       | 4  | Marktheidenfeld  | Lage der Gemeinde Karbach im Landkreis Main-Spessart                         | 24,15 (1.8 %)   | 1464 (1.1 %)   | 61               | [ 44 ]    | [ 45 ]  |
| Karlstadt, St                 | Wappen der Gemeinde Karlstadt                     | 12 |                  | Lage der Gemeinde Karlstadt im Landkreis Main-Spessart                       | 98,18 (7.4 %)   | 15062 (11.8 %) | 153              | [ 46 ]    | [ 47 ]  |
| Karsbach                      | Wappen der Gemeinde Karsbach                      | 4  | Gemünden am Main | Lage der Gemeinde Karsbach im Landkreis Main-Spessart                        | 30,16 (2.3 %)   | 1730 (1.4 %)   | 57               | [ 48 ]    | [ 49 ]  |
| Kreuzwertheim, M              | Wappen der Gemeinde Kreuzwertheim                 | 4  | Kreuzwertheim    | Lage der Gemeinde Kreuzwertheim im Landkreis Main-Spessart                   | 19,98 (1.5 %)   | 3944 (3.1 %)   | 197              | [ 50 ]    | [ 51 ]  |
| Lohr am Main, St              | Wappen der Gemeinde Lohr am Main                  | 11 |                  | Lage der Gemeinde Lohr am Main im Landkreis Main-Spessart                    | 90,43 (6.8 %)   | 15353 (12 %)   | 170              | [ 52 ]    | [ 53 ]  |
| Marktheidenfeld, St           | Wappen der Gemeinde Marktheidenfeld               | 9  |                  | Lage der Gemeinde Marktheidenfeld im Landkreis Main-Spessart                 | 35,71 (2.7 %)   | 11724 (9.2 %)  | 328              | [ 54 ]    | [ 55 ]  |
| Mittelsinn                    | Wappen der Gemeinde Mittelsinn                    | 1  | Burgsinn         | Lage der Gemeinde Mittelsinn im Landkreis Main-Spessart                      | 14,28 (1.1 %)   | 850 (0.7 %)    | 60               | [ 56 ]    | [ 57 ]  |
| Neuendorf                     | Wappen der Gemeinde Neuendorf                     | 2  | Lohr am Main     | Lage der Gemeinde Neuendorf im Landkreis Main-Spessart                       | 9,65 (0.7 %)    | 817 (0.6 %)    | 85               | [ 58 ]    | [ 59 ]  |
| Neuhütten                     | Wappen der Gemeinde Neuhütten                     | 3  | Partenstein      | Lage der Gemeinde Neuhütten im Landkreis Main-Spessart                       | 5,95 (0.5 %)    | 1128 (0.9 %)   | 190              | [ 60 ]    | [ 61 ]  |
| Neustadt am Main              | Wappen der Gemeinde Neustadt am Main              | 4  | Lohr am Main     | Lage der Gemeinde Neustadt am Main im Landkreis Main-Spessart                | 19,81 (1.5 %)   | 1254 (1 %)     | 63               | [ 62 ]    | [ 63 ]  |
| Obersinn, M                   | Wappen der Gemeinde Obersinn                      | 2  | Burgsinn         | Lage der Gemeinde Obersinn im Landkreis Main-Spessart                        | 11,70 (0.9 %)   | 944 (0.7 %)    | 81               | [ 64 ]    | [ 65 ]  |
| Partenstein                   | Wappen der Gemeinde Partenstein                   | 1  | Partenstein      | Lage der Gemeinde Partenstein im Landkreis Main-Spessart                     | 10,48 (0.8 %)   | 2732 (2.1 %)   | 261              | [ 66 ]    | [ 67 ]  |
| Rechtenbach                   | Wappen der Gemeinde Rechtenbach                   | 1  | Lohr am Main     | Lage der Gemeinde Rechtenbach im Landkreis Main-Spessart                     | 7,27 (0.6 %)    | 1024 (0.8 %)   | 141              | [ 68 ]    | [ 69 ]  |
| Retzstadt                     | Wappen der Gemeinde Retzstadt                     | 1  | Zellingen        | Lage der Gemeinde Retzstadt im Landkreis Main-Spessart                       | 18,08 (1.4 %)   | 1633 (1.3 %)   | 90               | [ 70 ]    | [ 71 ]  |
| Rieneck, St                   | Wappen der Gemeinde Rieneck                       | 2  |                  | Lage der Gemeinde Rieneck im Landkreis Main-Spessart                         | 26,20 (2 %)     | 1941 (1.5 %)   | 74               | [ 72 ]    | [ 73 ]  |
| Roden                         | Wappen der Gemeinde Roden                         | 7  | Marktheidenfeld  | Lage der Gemeinde Roden im Landkreis Main-Spessart                           | 20,06 (1.5 %)   | 1006 (0.8 %)   | 50               | [ 74 ]    | [ 75 ]  |
| Rothenfels, St                | Wappen der Gemeinde Rothenfels                    | 2  | Marktheidenfeld  | Lage der Gemeinde Rothenfels im Landkreis Main-Spessart                      | 12,06 (0.9 %)   | 1022 (0.8 %)   | 85               | [ 76 ]    | [ 77 ]  |
| Schollbrunn                   | Wappen der Gemeinde Schollbrunn                   | 7  | Kreuzwertheim    | Lage der Gemeinde Schollbrunn im Landkreis Main-Spessart                     | 12,29 (0.9 %)   | 881 (0.7 %)    | 72               | [ 78 ]    | [ 79 ]  |
| Steinfeld                     | Wappen der Gemeinde Steinfeld                     | 3  | Lohr am Main     | Lage der Gemeinde Steinfeld im Landkreis Main-Spessart                       | 33,69 (2.5 %)   | 2137 (1.7 %)   | 63               | [ 80 ]    | [ 81 ]  |
| Thüngen, M                    | Wappen der Gemeinde Thüngen                       | 1  | Zellingen        | Lage der Gemeinde Thüngen im Landkreis Main-Spessart                         | 13,61 (1 %)     | 1411 (1.1 %)   | 104              | [ 82 ]    | [ 83 ]  |
| Triefenstein, M               | Wappen der Gemeinde Triefenstein                  | 5  |                  | Lage der Gemeinde Triefenstein im Landkreis Main-Spessart                    | 25,48 (1.9 %)   | 4459 (3.5 %)   | 175              | [ 84 ]    | [ 85 ]  |
| Urspringen                    | Wappen der Gemeinde Urspringen                    | 1  | Marktheidenfeld  | Lage der Gemeinde Urspringen im Landkreis Main-Spessart                      | 17,99 (1.4 %)   | 1420 (1.1 %)   | 79               | [ 86 ]    | [ 87 ]  |
| Wiesthal                      | Wappen der Gemeinde Wiesthal                      | 2  | Partenstein      | Lage der Gemeinde Wiesthal im Landkreis Main-Spessart                        | 9,24 (0.7 %)    | 1238 (1 %)     | 134              | [ 88 ]    |         |
| Zellingen, M                  | Wappen der Gemeinde Zellingen                     | 3  | Zellingen        | Lage der Gemeinde Zellingen im Landkreis Main-Spessart                       | 41,44 (3.1 %)   | 6552 (5.1 %)   | 158              | [ 89 ]    | [ 90 ]  |